# Ema datshi
L’ema datshi ou hemadatsi (en dzongkha : ཨེ་མ་དར་ཚིལ་; Wylie : e-ma dar-tshil) est un des plats les plus célèbres de la cuisine bhoutanaise et le plat national du Bhoutan. Il est à base de piment (piment bhoutanais) et de fromage de yak ou de sauce au fromage ; ema signifiant piment et datshi signifiant fromage dans la langue dzongkha, la langue officielle du Bhoutan.
Différentes variétés de piments peuvent être utilisées : des piments verts, rouge et blancs, qui peuvent être séchés ou frais. Les piments appelés « sha ema » sont une variété de Capsicum annuum.
Le fromage est confectionné à partir de lait caillé de vaches ou de yaks. La méthode de préparation consiste à retirer les matières grasses du lait caillé pour préparer du beurre. Puis, le reste de lait caillé dégraissé est utilisé pour fabriquer du fromage. Après sa fabrication, il reste un résidu liquide qui peut être utilisé comme soupe pour accompagner du riz. Aucune partie du lait caillé n'est ainsi perdue.